# Phyllomya aristalis
Phyllomya aristalis (лат.) — вид тахин рода Phyllomya из подсемейства Dexiinae. Эндемик Японии и Дальнего Востока России.

## Описание
Мелкие и среднего размера мухи (длина тела от 6,2 до 11,0 мм), стройные, черноватые. Голова дихоптическая у самок и почти дихоптическая у самцов; педицель усика с длинной щетинкой, почти равной общей длине усика; ариста довольно длинноперистая, общая ширина почти равна ширине постпедицелю; щупики темно-коричневые; 3 постшовные дорсоцентральные щетинки; 2, реже 3, катепистернальные щетинки; средние голени с 2 переднедорсальными щетинками; задние голени с 3 предвершинными дорсальными щетинками. Лицо уплощённое, без лицевого киля; щупики довольно тонкие, слабо булавовидные. Простернум голый.

## Классификация
Вид был впервые описан в 1978 году, а его валидный статус подтверждён в 2022 году в ревизии, проведённой японским диптерологом Хироси Сима (Kyushu University Museum, Университет Кюсю, Hakozaki, Япония).

## Распространение
Япония (Хоккайдо, Хонсю, Кюсю), Дальний Восток России (Приморский край).